# Release Group
Unter Release Group (engl. „Veröffentlichungsgruppe“) oder Warez Group versteht man in der Computerszene eine Gruppe, die Filme, Musik, Software, Skripte und/oder Spiele (Warez) illegal im Internet veröffentlicht. 

## Geschichte
Release Groups sind die Weiterentwicklung einer Subkultur innerhalb der Warezszene, die in den 80er Jahren mit den Crackergruppen auf Computersystemen wie C64 begann und sich später auf Systeme wie Commodore Amiga und Atari ST übertrug. Zu damaligen Zeiten nannten sie sich noch Cracking Groups, da sie sich ausschließlich auf das Entfernen eines Kopierschutzes spezialisiert hatten. Während diese Form einer Szene vornehmlich sehr geschlossen agierte (Tausch auf dem Postweg, Bulletin Board Systems, Mailboxen), ist die Welt der Release Groups durch das Internet nicht mehr limitiert. Somit ist auch der vermutete Schaden durch illegale Kopien größer als in der Vergangenheit.

## Aufbau und Organisation
Eine Release Group besteht in der Regel aus mehreren Personen, die verschiedene Aufgaben und Tätigkeiten übernehmen:
- Leader – Organisator der Group
- Supplier – Hat Zugriff auf Originalsoftware und stellt diese den Gruppenmitgliedern zur Verfügung
- Cracker – Beseitigt den Kopierschutz
- Courier / Trader – Verteilt das Release weltweit via FTP und FXP
- Dubber – Synchronisiert die Mic/Line (Audio) auf die gewünschte Video-Quelle.
- Tradergroup – Eine Gemeinschaft, deren Mitglieder zusammen Releases auf mehrere Server/Boxen verteilen.
- Techs – Systemadministrator der Rechner
- Ripper – Fertigt Kopien von herkömmlichen DVDs an

Bei sogenannten RiP-Releasern (engl. to rip something out – etwas herausreißen) werden auch andere Packmethoden benutzt, wie UHARC und ACE.
Rips sind lauffähige Kopien der Originale, die nur mit dem Nötigsten auskommen.
Teilweise sind bei PC-Spielen auch die Texturen komprimiert.
Zum weiteren Komprimieren werden von den Programmierern der Groups Spezialwerkzeuge angefertigt, um zum Beispiel MP3-Dateien nahezu verlustfrei weiter zu komprimieren.
Anschließend wird alles zu einer Installationsroutine zusammengefügt.
RiPs unterscheiden sich meistens von der Qualität gegenüber den anderen Verfahren, da die Qualität meistens schlechter ist.
Für eine Release Group ist es außerdem üblich, dem Release sogenannte NFO-Dateien beizulegen. Diese enthält nicht nur Informationen über das Release selbst, sondern dient auch als Forum für die jeweilige Release Group, wodurch interne Grüße, Danksagungen, ironische Bemerkungen oder Meinungen mitgeteilt werden.
Die NFOs sind meistens so aufgebaut:
1. Riesige Überschrift (z. B. Fairlight oder Razor1911)
2. Aufgelistete Informationen (meistens Release-Datum, Name der Software, Größe der Datei (meist .RAR oder .ISO), Schutzmechanismus, der gecrackt wurde (wie SecuROM))
3. Offizielle Informationen zur Software
4. Installationsanweisungen
5. Danksagungen und persönliche Bemerkungen

Die Szene versorgt sich und Andere außerdem mit bereits vorinstallierten Programmen in Betriebssystem-Setups. Diese ISOs, meist Windows, sind üblicherweise mit allen Produktupdates eingepflegt und werden monatlich upgedatet. Um eine Verwechslung oder Veränderung zu verhindern, werden auf den einschlägigen Websites auch die Prüfsummen oder Ähnliches (z. B. MD5, SHA) des jeweiligen Releases veröffentlicht.

## Beispiele
Bekannte Release Groups sind Conspiracy ("CPY"), CODEX und SKIDROW.